# Île Saunders
Pour les articles homonymes, voir Saunders.
L'île Saunders est une île inhabitée en forme de croissant de 8,8 km de long, située entre l'île Candlemas et l'île Montagu, dans les Îles Sandwich du Sud, un archipel de l'océan Atlantique Sud. L'île fait partie du territoire britannique d'outre-mer regroupant la Géorgie du Sud-et-les îles Sandwich du Sud. C'est une île volcanique avec un cratère actif, le Mont Michael, qui constitue le point culminant de cette terre à 990 m d'altitude.
L'île Saunders fut découverte en 1775 par le capitaine James Cook, qui l'a nommée en l'honneur de l'amiral Charles Saunders, premier Lord de l'amirauté. Elle fut explorée plus en détail par Bellingshausen en 1819, et en 1930 par le Discovery II.

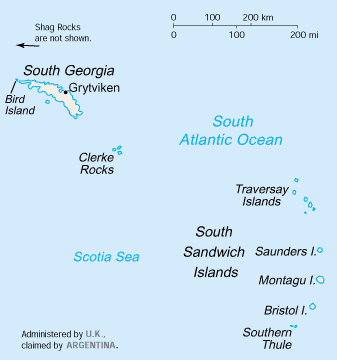